# Євгенівська сільська рада (Тарутинський район)
Євге́нівська сільська́ ра́да — адміністративно-територіальна одиниця та орган місцевого самоврядування в Тарутинському районі Одеської області. Адміністративний центр — село Євгенівка.

## Історія
Указом Президії Верховної Ради УРСР від 14.11.1945 перейменували населені пункти Євгенівської сільради Бородінського району Ізмаїльської області: село Капрари — на село Лозоватка, село Персіянівка — на село Долинське.

## Загальні відомості
- Територія ради: 57,27 км²
- Населення ради: 1 484 особи (станом на 2001 рік)
- Територією ради протікає річка Арса

## Населені пункти
Сільській раді були підпорядковані населені пункти:
- с. Євгенівка
- с. Володимирівка
- с. Рівне

## Населення
Згідно з переписом УРСР 1989 року чисельність наявного населення сільської ради становила 1586 осіб, з яких 770 чоловіків та 816 жінок.
За переписом населення України 2001 року в сільській раді мешкало 1469 осіб.

### Мова
Розподіл населення за рідною мовою за даними перепису 2001 року:
| Мова       | Відсоток |
| ---------- | -------- |
| болгарська | 79,04 %  |
| молдовська | 9,30 %   |
| російська  | 6,81 %   |
| українська | 3,71 %   |
| гагаузька  | 0,88 %   |
| білоруська | 0,07 %   |

## Склад ради
Рада складалася з 16 депутатів та голови.
- Голова ради: Пармаклі Захарій Іванович
- Секретар ради: Бугор Марія Дмитрівна

### Керівний склад попередніх скликань
| Прізвище, ім'я, по батькові | Основні відомості                                                                       | Дата обрання | Дата звільнення |
| --------------------------- | --------------------------------------------------------------------------------------- | ------------ | --------------- |
| Пармаклі Захарій Іванович   | Сільський голова, 1958 року народження, освіта середня спеціальна, безпартійний         | 26.03.2006   | 31.10.2010      |
| Пармаклі Захарій Іванович   | Сільський голова, 1958 року народження, освіта середня спеціальна, член Партії регіонів | 31.10.2010   |                 |

Примітка: таблиця складена за даними сайту Верховної Ради України

### Депутати
За результатами місцевих виборів 2010 року депутатами ради стали:

#### За суб'єктами висування
| Суб'єкт висування | Кількість обраних депутатів | %  |
| ----------------- | --------------------------- | -- |
| Самовисування     | 12                          | 75 |
| Партія регіонів   | 4                           | 25 |

#### За округами
| № округу        | Прізвище, ім'я, по батькові   | Дата визнання обраним | Освіта  | Партійна приналежність            | Відомості про обраного депутата                                                                            |
| --------------- | ----------------------------- | --------------------- | ------- | --------------------------------- | --- |
| Партія регіонів |                               |                       |         |                                   | |
| 4               | Чулак Римма Вікторівна        | 04.11.2010            | вища    | позапартійна                      | ЗАТ, Родина,, завідувач складом                                                                            |
| 8               | Дарануца Марія Іванівна       | 04.11.2010            | середня | позапартійна                      | ЗАТ, Родіна,, рахівник                                                                                     |
| 12              | Влах Марія Іванівна           | 04.11.2010            | вища    | позапартійна                      | навчально-виховний комплекс «Загальноосвітня школа І-ІІІ ст. — дитячий заклад» с. Євгенівка, прибиральниця |
| 16              | Царан Федір Іванович          | 04.11.2010            | середня | позапартійний                     | ЗАТ «Родіна», тракторист                                                                                   |
| Самовисування   |                               |                       |         |                                   | |
| 1               | Турлак Ганна Василівна        | 04.11.2010            | вища    | позапартійна                      | Євгенівська сільська рада, бухгалтер                                                                       |
| 2               | Дундер Галина Василівна       | 04.11.2010            | вища    | позапартійна                      | фельдшерсько-акушерський пункт Євгенівської сільської ради, завідувач                                      |
| 3               | Шарков Іван Георгійович       | 04.11.2010            | середня | позапартійний                     | ТОВ, Делени,, водій                                                                                        |
| 5               | Желяпова Раїса Петрівна       | 04.11.2010            | вища    | позапартійна                      | Євгенівська сільська рада, земле впорядник                                                                 |
| 6               | Балтажи Володимир Миколайович | 04.11.2010            | середня | позапартійний                     | фермерськегосподарство, Арса ,, тракторист                                                                 |
| 7               | Дячук Євдокія Петрівна        | 04.11.2010            | середня | член Комуністичної партії України | пенсіонер                                                                                                  |
| 9               | Кустуров Василь Михайлович    | 04.11.2010            | вища    | позапартійний                     | пенсіонер                                                                                                  |
| 10              | Занфіров Афанасій Петрович    | 04.11.2010            | вища    | член Партії регіонів              | ЗАТ, Родина,, завідуючийгоспосподарством                                                                   |
| 11              | Іванова Марія Афанасіївна     | 04.11.2010            | вища    | позапартійна                      | Євгенівська сільська рада, бухгалтер                                                                       |
| 13              | Делік Олена Дмитрівна         | 04.11.2010            | вища    | позапартійна                      | Тарутинське споживче товариство, продавець                                                                 |
| 14              | Катаман Ганна Георгіївна      | 04.11.2010            | вища    | член Партії регіонів              | навчально-виховний комплекс «Загальноосвітня школа І-ІІІ ст. — дитячий заклад» с. Євгенівка, директор      |
| 15              | Бугор Марія Дмитрівна         | 04.11.2010            | вища    | позапартійна                      | Євгенівська сільська рада, секретар                                                                        |